# Ceylalictus rostratus
Ceylalictus rostratus là một loài Hymenoptera trong họ Halictidae. Loài này được Pesenko mô tả khoa học năm 1996.